# Tomoyuki Suzuki
Tomoyuki Suzuki (japanisch 鈴木 智幸 Suzuki Tomoyuki; * 20. Dezember 1985 in Saitama) ist ein ehemaliger japanischer Fußballspieler.

## Karriere
Suzuki erlernte das Fußballspielen in der Schulmannschaft der Urawa Higashi High School und der Universitätsmannschaft der Kokushikan-Universität. Seinen ersten Vertrag unterschrieb er 2008 bei Tokyo Verdy. Der Verein spielte in der höchsten japanischen Liga, der J1 League. Am Ende der Saison 2009 stieg der Verein in die zweite Liga ab. 2011 wechselte er zum Ligakonkurrenten Tochigi SC. Für den Verein absolvierte er 42 Ligaspiele. 2015 wechselte er zum Erstligisten Matsumoto Yamaga FC. Am Ende der Saison 2015 musste er mit dem Verein den Weg in die Zweitklassigkeit antreten. Für den Verein absolvierte er 14 Ligaspiele. 2019 wechselte er zum Ligakonkurrenten Tokyo Verdy. 2020 wechselte er nach Morioka zum Drittligisten Iwate Grulla Morioka. Ende der Saison 2021 feierte er mit Iwate die Vizemeisterschaft und den Aufstieg in die zweite Liga. 
Am 1. Februar 2022 beendete Suzuki seine Karriere als Fußballspieler.

## Erfolge
Iwate Grulla Morioka
- J3 League: 2021 (Vizemeister)  ▲